# 塔序豆腐柴
塔序豆腐柴（学名：Premna pyramidata）为马鞭草科豆腐柴属下的一个种。

## 扩展阅读
維基物種上的相關：塔序豆腐柴